# Тиандер, Карл Фёдорович
Карл Фёдорович Тиандер (1873—1938) — российский историк и литературовед, специалист по истории скандинавских стран и по истории литературы. Доктор исторических наук. В некоторых источниках — Карл Фридрихович Тиандер. Подписывался псевдонимами «К. Т.» и «Solus».

## Биография
Закончил Петербургский университет, где и остался преподавать на кафедре германистики, в должности приват-доцента. В 1915 году защитил докторскую диссертацию по теме «Датско-Русские исследования» и получил звание профессора. Дополнительно преподавал в нескольких петербургских училищах и гимназиях, сотрудничал в газете «Русская воля».
После Октябрьской революции уехал в Финляндию где преподавал в Гельсинфорском университете, возглавлял издательство «Фундамент», сотрудничал в газете «Хувудстадсбладет», сатирических журналах «Фюрен» и «Нюа Фюрен», русской газете «Рассвет», работал в издательстве «Новая Русь». Впоследствии преподавал в Рижском университете, был корреспондентом финских газет в Германии. В этот период написал ряд работ по истории русской и финской литератур, опубликованных в прессе Финляндии и Швеции.

## Основные труды
На русском языке:
- Поездки скандинавов в Белое море. — СПб.: Типография И. Н. Скороходова, 1906. — 447 с.
- Культовое пьянство и древнейший алкогольный напиток человечества. — СПб., 1908. — 57 с.
- Очерк истории театра в Западной Европе и России. — Харьков, 1911. — 255 с.
- Датско-русские исследования. — СПб., 1912—1915. — Т. 1—3.
- Общий курс истории античных и западных литератур. — СПб., 1915—1916. — Т. 1—4.
- Синкретизм и дифференциация поэтических видов: морфология романа. — М.: URSS, 2012. — 256 с. — ISBN 978-5-397-02990-2.

На немецком языке:
- Das Erwachen Osteuropas. Die Nationalitätenbewegung in Russland und der Weltkrieg. Erinnerungen und Ausblicke. — Wien; Leipzig, 1934. — 183 с.
- Tolstojs Lebenstragödie. — 1925.